# Beth Tweddle
Beth Tweddle MBE (Johannesburg (Zuid-Afrika), 1 april 1985) is een voormalig Brits toestelturnster.
Ze is de meest succesvolle turnster van haar land met onder meer medailles op drie wereldkampioenschappen en brons aan de brug ongelijk op de Olympische Spelen van 2012 in Londen. Ze was ook een van de vier gezichten van die Olympische Spelen in haar land.
Tweddle studeerde in 2007 af van de John Moores-universiteit in Liverpool met een diploma in sportwetenschappen en heeft een eigen bedrijf, Total Gymnastics, dat met scholen, recreatiecentra en turnclubs werkt om de turnsport te bevorderen.

## Biografie
Tweddle is in Zuid-Afrika geboren, waar haar vader tijdelijk werkzaam was. Ze groeide op in Bunbury (Engeland). Op haar zevende begon ze aldaar in competitie te turnen en haalde het nationaal jeugdteam in 1994. Drie jaar later veranderde ze naar een turnclub in Liverpool en steeg naar het hoogste niveau. In 2001 won ze de nationale kampioenschappen.
Tweddles eerste internationale competitie als senior waren de wereldkampioenschappen in 2001, waar ze als vierentwintigste eindigde in de meerkamp en negende in team. In 2002 won ze brons aan de brug op de Europese kampioenschappen, wat ze in 2003 overdeed op de wereldkampioenschappen. Het was de eerste Britse turnmedaille ooit aldaar.
In 2004 pakte ze zilver op de brug en werd haar team vijfde op de Europese kampioenschappen. Ze ging naar de Olympische Spelen in Athene waar het team elfde eindigde en Tweddle negentiende in de meerkamp. In 2005 trok een geblesseerde Tweddle zich terug uit de Europese kampioenschappen na geslaagde kwalificaties. Op de wereldkampioenschappen eindigde ze vierde op de vloer en derde aan de brug, waar ze zich opnieuw blesseerde.
Ze miste de Gemenebestspelen, maar haalde goud aan de brug op de Europese kampioenschappen in 2006. Op de wereldkampioenschappen versloeg ze de wereldkampioene van 2005 Nastia Liukin aan de brug en eindigde vijfde op de vloer. In 2007 won Tweddle haar zevende Britse nationale titel op rij. Op de Olympische Spelen in Peking werd ze aan de brug vierde met een minieme achterstand na een kleine misstap en liep zo een Olympische medaille mis.

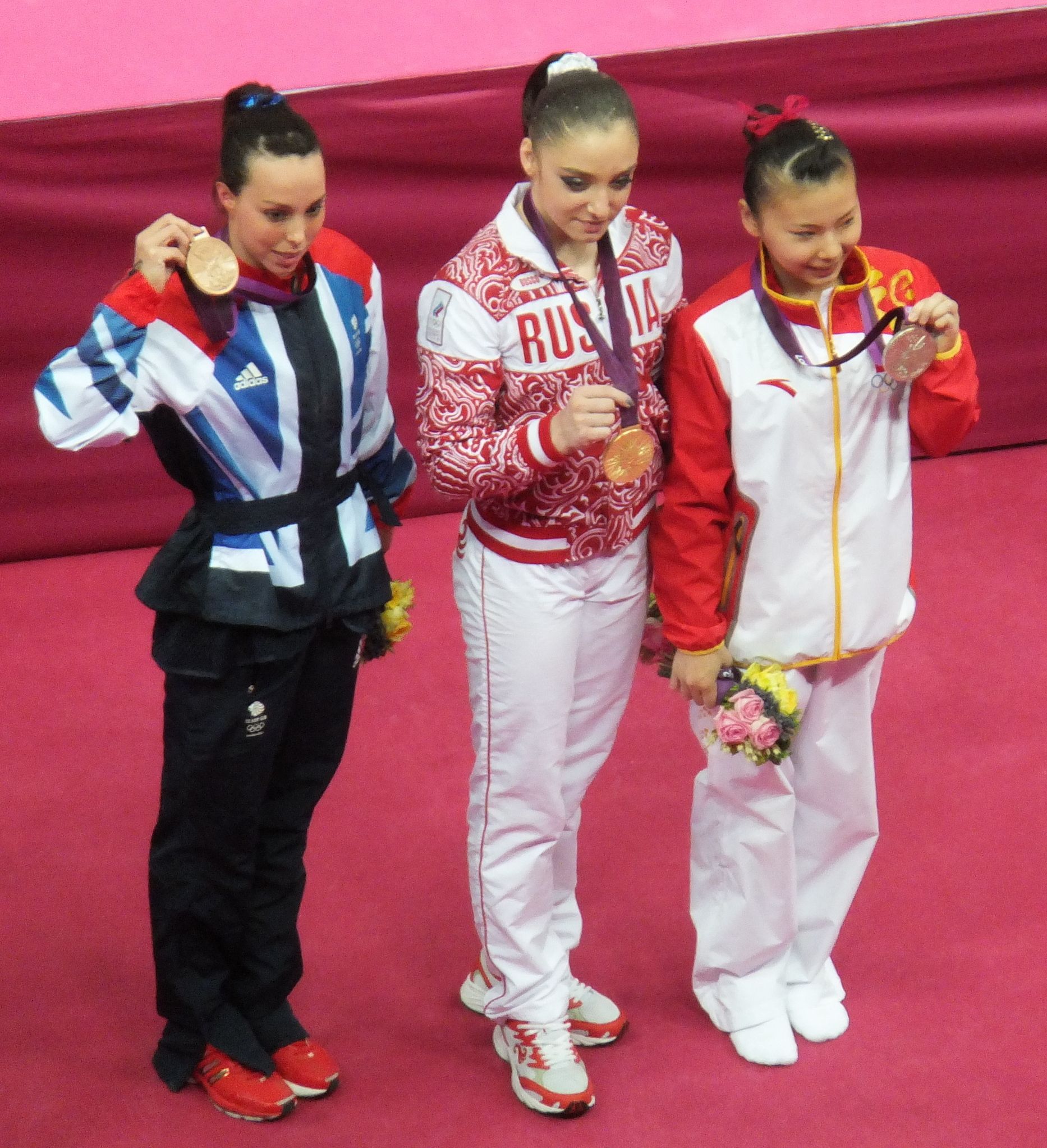
Tweddle met haar bronzen medaille van de brug op de Olympische Spelen in Londen, naast Alja Moestafina en He Kexin.

De Europese kampioenschappen van 2009 brachten Tweddle goud op de vloer en balk. Op de wereldkampioenschappen kon ze zich niet plaatsen voor de brug, maar won wel op de vloer. Op de Europese kampioenschappen 2010 herhaalde ze haar prestaties van 2009, met twee gouden medailles. Ze werd dat jaar lid van de Orde van het Britse Rijk en mag sedertdien het suffix MBE in haar naam voeren.

2011 was een slecht jaar voor Tweddle waarin ze geen finales haalde. In 2012 haalde ze wel goud aan de balk op de FIG-beker in Doha met een moeilijkere routine. Ze haalde ook de Olympische Spelen in Londen waar ze negende eindigde op de vloer en brons haalde aan de brug, waarvan ze wel de hoogste kwalificatiescore had gehaald.
In 2013 stopte Tweddle met turnen.